# 기독교대한복음교회
기독교대한복음교회(基督敎大韓福音敎會)는 1935년 12월 22일 최태용 목사가 창립한 대한민국의 개신교 교단이다. “신앙은 복음적이고 생명적이어라, 신학은 충분히 학문적이어라, 교회는 한국인 자신의 교회이어라”를 교회의 방향으로 삼고 있다. 기독교의 한국 토착화를 주장하는 진보적 성향의 교단이며, 퀘이커 영향인 무교회주의를 배경으로 하는 자생적 개신교 교단이다. 창립 초기부터 민족운동과 관련있는 교단으로서 지금도 민족주의 성향이 강하다. 현재 한국기독교교회협의회(NCCK) 회원교단이다.
일제강점기 시절에는 민족주의 운동으로 탄압받았고, 해방 이후에는 급진적 퀘이커 사상인 무교회주의 때문에 대한민국 기독교계에서 이단 여부를 확인받아야 했다. 신학적으로는 기존 개신교 신학사상과 교회 제도를 수용하며, 교회 전통보다 성경을 중시하는 성향으로 종교개혁사상의 '재건주의' 범주에 있으며, 진보적 칼뱅주의에 가까운 경향을 보인다. 현재는 정통 개신교 교단으로 인정되며, 규모는 작지만 진보적이고 민족적인 교단으로 활동한다.
교육기관은 총회 산하 대학원 과정의 신학교육원이 있으며, 초교파 계열의 신학대학원 출신 졸업자들이 교육과 훈련과정을 거쳐 목사안수 받기도 한다. 주로 전북특별자치도 및 서울특별시 지역에 교회들이 분포하고 있다.
비슷한 이름의 오순절주의인 대한예수교복음교회와는 전혀 다른 신학 배경을 가진 교단이며, 1970년 창립한 대한예수교복음교회보다 창립시기도 빠르다.
최태용 목사는 우치무라 간조의 제자로 그의 영향을 받아 초기에는 무교회주의를 부르짖었으나 무교회주의의 성경을 가르치면서도 복음 전하는 교회를 해체해야 한다는 주장이 잘못되었다는 것을 깨닫고 1935년 기독교대한복음교회를 창설하면서 그가 부르짖었던 무교회주의의 입장을 폐기하였다.
"나는 내촌(內村)의 무교회주의에서 기독교의 교리적 방면의 새 건설도, 또한 이로써 교회문제의 적극적인 해결도 보지 못하였다"

## 같이 보기
- CBS기독교방송